# Jacobiaans vermoeden
In de algebraïsche meetkunde, een deelgebied van de wiskunde, is het Jacobiaanse vermoeden een bekend openstaand probleem over polynomen in meer variabelen. Het vermoeden werd voor het eerst in 1939 opgesteld door de Duitse wiskundige Eduard Ott-Heinrich Keller. 
Het vermoeden werd later van een naam voorzien en gepopulariseerd door de Indiase wiskundige Shreeram Abhyankar. Hij gebruikte het Jacobiaanse vermoeden als een voorbeeld van een vraag op het gebied van de algebraïsche meetkunde dat om het te formuleren behalve kennis van de differentiaal- en integraalrekening verder geen andere achtergrondkennis vereist.
Het Jacobiaanse vermoeden is berucht om het grote aantal bewijzen die subtiele fouten bleken te bevatten. Eind 2014 zijn er geen plausibele claims die beweren het Jacobiaanse vermoeden te hebben bewezen. 

## De Jacobiaanse determinant
Laat {\displaystyle n>1} een vast geheel getal zijn en beschouw de polynomen {\displaystyle f_{1},\ldots ,f_{n}} in de variabelen {\displaystyle x_{1},\ldots ,x_{n}} met coëfficiënten in een algebraïsch gesloten lichaam {\displaystyle K}. Het is voldoende aan te nemen dat {\displaystyle K} het lichaam van de complexe getallen is. Definieer de functie {\displaystyle f:K^{n}\to K^{n}} door:
{\displaystyle f(x_{1},\ldots ,x_{n})=\left(f_{1}(x_{1},\ldots ,x_{n}),\ldots ,f_{n}(x_{1},\ldots ,x_{n})\right)}
De determinant van de Jacobi-matrix van {\displaystyle f}, aangegeven door {\displaystyle J_{f}}, wordt gedefinieerd als de determinant van de {\displaystyle n\times n}-matrix die bestaat uit de partiële  afgeleiden van de functies {\displaystyle f_{i}} met betrekking tot {\displaystyle x_{j}}:
{\displaystyle J_{f}=\left|{\begin{matrix}{\frac {\partial f_{1}}{\partial x_{1}}}&\cdots &{\frac {\partial f_{1}}{\partial x_{n}}}\\\vdots &\ddots &\vdots \\{\frac {\partial f_{n}}{\partial x_{1}}}&\cdots &{\frac {\partial f_{n}}{\partial x_{n}}}\end{matrix}}\right|,}
dan is {\displaystyle J_{f}} zelf een polynoom in de {\displaystyle n} variabelen {\displaystyle x_{1},\ldots ,x_{n}}.

## Formulering van het vermoeden
De voorwaarde Jf ≠ 0 is gerelateerd aan de inverse functiestelling in de multivariabele analyse. Voor gladde functies, dus in het bijzonder voor polynomen, bestaat op elk punt waar Jf niet nul is, een lokale inverse functie van f. K is echter algebraïsch gesloten, zodat Jf als een polynoom nul zal zijn voor enige complexe waarden van x1, ..., xn tenzij het een constante functie is, die ongelijk aan 0 is. Er geldt dat:

Propositie: Als f een inverse functie g: Kn → Kn heeft, dan is Jf een constante ongelijk aan 0.

Het vermoeden kan worden omgekeerd:

Jacobiaans vermoeden: Als Jf een constante ongelijk 0 is, dan heeft f een inverse functie g: Kn → Kn en is g regulier, in de zin dat haar componenten door polynomiale uitdrukkingen worden gegeven.

## Resultaten
Wang bewees in 1980 het Jacobiaanse vermoeden voor polynomen van graad 2. Bass, Connell en Wright lieten in 1982 zien dat het algemene geval volgt uit het speciale geval waar de polynomen van graad 3 zijn, meer in het bijzonder van de vorm f=(x1+h1,...,xn+hn), waar elke hi ofwel nul of een derdegraads polynoom is. In dit geval is het hetzelfde dat de Jacobi-matrix is te inverteren en nilpotent is. Moh controleerde in 1983 het vermoeden voor polynomen van graad van ten hoogste 100 in 2 variabelen. De Bondt en Van den Essen lieten in 2005 zien, dat het zelfs genoeg is om het Jacobiaanse vermoeden te bewijzen in gevallen, waar de Jacobi-matrix symmetrisch is.
Het Jacobiaans vermoeden is equivalent aan het vermoeden van Dixmier.

## Bron
- Dit artikel of een eerdere versie ervan is een (gedeeltelijke) vertaling van het artikel Jacobian conjecture op de Engelstalige Wikipedia, dat onder de licentie Creative Commons Naamsvermelding/Gelijk delen valt. Zie de bewerkingsgeschiedenis aldaar.